# Diane Govaerts
Diane Govaerts (1985) is de CEO van de Belgische transportonderneming Ziegler. Govaerts is achterkleindochter van Arthur Joseph Ziegler, die in 1908 het gelijknamige bedrijf in Brussel oprichtte.

## Levensloop
Ze studeerde af aan de Solvay Business School als handelsingenieur en werkte vervolgens 7 jaar van 2007 tot 2014 bij Bank Degroof voordat ze in 2015 toetrad tot het familiebedrijf waar ze deel uitmaakt van de raad van bestuur. In 2017 nam ze op 32-jarige leeftijd de leiding van Ziegler over.
in 2022 werd ze door Trends Magazine uitgeroepen tot Franstalige Manager van het Jaar in België. Ze is de derde vrouwelijke Manager van het Jaar in 38 jaar tijd.
Alain Ziegler leidt de vastgoedtak van de groep en Olivia Govaerts-Ziegler, de moeder van Diane, zorgt voor de kredietanalyse van de klanten.

## Trivia
Govaerts heeft dressuur als hobby.